# Ilha do Veado
Ilha do Veado är en ö i Brasilien.   Den ligger i kommunen Niterói och delstaten Rio de Janeiro, i den sydöstra delen av landet, 900 km sydost om huvudstaden Brasília.
Terrängen på Ilha do Veado är varierad.